# 竹山まゆみ
竹山 まゆみ（たけやま まゆみ、本名：竹山 真由美、1971年4月14日 - ）は東京都八王子市出身のフリーアナウンサー。愛称は「たけまみ」。
明治大学を卒業した後、1994年広島テレビ放送のアナウンサーになる。同年9月から「柏村武昭のテレビ宣言」のアシスタントキャスターを担当した。1998年3月に退社しフリーアナウンサーとなる。

## 現在の担当番組

### ラジオ
- 柏英樹のG PLUS SPORTS（アール・エフ・ラジオ日本）

### イベント
母校 明治大学の入学、卒業式にて司会役を務めている。

## 過去の担当番組

### ラジオ
- bayfm TOKYO BAY MORNING　～ACTIVE WEEKEND～
- JRA MUSIC TURF（2000年～2011年、bayfm）
- EMOTIONAL STORY 中山競馬場2017（ベイエフエム、2017年12月中のみ　有馬記念直前の特別番組）

### テレビ
- i-SPORTS～HORSY－i～（放送時期不明、BS-i）
- J SPORTS ESPN WRC世界選手権(2005年～2007年、J SPORTS ESPN)
- 競馬場の達人（2009年、グリーンチャンネル）
- ハヤミミ NEW DISC FLASH（時期不明、USEN BF-61ch）

## 広島テレビ在籍時の担当番組
- 柏村武昭のテレビ宣言